# Marian de Garriga
Marian de Garriga, geboren als Martha Johanna Jansen (Haarlem, 1935 – Ko Samui (Thailand), 16 juni 2000), was een Nederlandse componiste van onder andere jinglepakketten en reclamemuziek.

## Loopbaan
De Garriga schreef onder andere in 1970 voor de zeezender Radio Veronica het jinglepakket "Mensen van morgen", verder componeerde zij de bekende herkenningstune van de zeezender met in het begin het trompetgeschal met daarna gezongen "Veronica, Veronica...". In 1974 schreef ze de muziek voor de tune van het VARA programma "In de Rode Cirkel".
Vanaf het allereerste begin van de reclame op de publieke radiozenders maakte Marian de Garriga de begin-, tussen- en eindtunes van de STER en vanaf de start van de televisiereclame op de publieke omroep heeft ze ook tot aan haar dood in 2000 de muziek geschreven voor de STER begin- en eindfilmpjes met Loekie de Leeuw. Deze 'begin-, tussen- en eindtunes' maakten van De Garriga een welvarend persoon, omdat ze per uitgezonden jingle betaald kreeg. En soms waren haar herkenningstunes op vijf zenders tegelijk te horen. In 1996 componeerde De Garriga ook de leaders en muziek voor het geflopte sportkanaal Sport7.
De Garriga volgde een klassieke muziekopleiding, met als hoofdvak piano en zang als bijvak. In haar vrije uren volgde ze een cursus Spaanse dans en schreef ze in de jaren 60 Spaanstalige liedjes waarvan er enkele door het dansorkest Malando op plaat zijn gezet. Dankzij deze contacten raakte De Garriga bekend in het Hilversumse en begon haar carrière in het radio- en televisievak. In haar flat aan de Weerdestein in Amsterdam beschikte de componiste over een Yamaha vleugel, een aantal keyboards en een complete thuisstudio. Deze was overigens een onvergelijkbare, bescheiden versie van de professionele studio - geschikt voor een 40-koppig orkest - die zij bezat in de verbouwde boerenschuur naast haar boerderij in Middelie. Deze tot in de puntjes verzorgde geluidsopname faciliteit raakte zij kwijt na een surséance van betaling, veroorzaakt door een plotselinge, nooit aan haar gemelde verandering in het Buma/Stemra repartitiereglement.
Teleurgesteld in het haat en nijd klimaat binnen de Nederlandse muziekwereld en gekwetst door de vaak respectloze behandeling die haar ten deel viel, nam ze eind jaren 90 het besluit om Nederland te verlaten. Ze volgde de voormalige zanger van Sandy Coast Hans Vermeulen, met wie ze in het verleden vele reclames had gemaakt, naar Thailand om daar een nieuw leven te beginnen. In Thailand werd ze het slachtoffer van malafide tussenpersonen en makelaars en werd op 16 juni 2000 vermoord aangetroffen in haar tijdelijke appartement, gewurgd, verkracht en gewikkeld in een deken. Een week na haar dood werd een deel van de financiële genoegdoening gerealiseerd die zij in Nederland o.m. via de landsadvocaat al sinds jaren had gezocht in verband met de grote bedragen die haar waren onthouden vanwege 'fouten' in de Buma/Stemra afrekeningen voor auteurs.

## Filmografie
- Het jaar van de kreeft (1975) - filmcomponiste

## Publicaties
Er zijn twee boeken verschenen over het leven van Marian de Garriga. Dodelijk Paradijs is een misdaadroman geschreven door Petar Molic, gebaseerd op haar tragische dood. In 2013 werd dit boek uit omloop genomen, vanwege nieuwe aanwijzingen in het gerechtelijk onderzoek. Marians Odyssee verscheen in 2013, geschreven door Helen Staal en Henri Patrik. Helen Staal was vriendin en huisgenoot van Marian.

## Trivia
Bij de definitieve zenderkleuring begin jaren 90 toen men op Radio 1 t/m 5 onder andere overging op horizontale programmering maakte ze voor elke zender STER-tunes in een eigen sfeer, passend bij de programmering op de zender. Alleen de tune tussen de reclamespotjes was op iedere zender gelijk.